# Binduga (powiat łosicki)
Binduga – wieś sołecka w Polsce położona w województwie mazowieckim, w powiecie łosickim, w gminie Sarnaki. Leży nad Bugiem.
Wieś Bienduga położona w ziemi mielnickiej w 1795 roku, wchodziła w skład klucza siemiatyckiego księżnej Anny Jabłonowskiej. W latach 1975–1998 miejscowość należała administracyjnie do województwa bialskopodlaskiego.
Wierni Kościoła rzymskokatolickiego należą do parafii św. Stanisława Biskupa i Męczennika w Sarnakach.